# 内視鏡検査 (前立腺肥大症)
前立腺肥大症の内視鏡検査（ないしきょうけんさ）は、手術前検査として前立腺肥大症による尿道の閉塞程度知る上で必要で重要な検査である。前立腺肥大症の膀胱鏡（内視鏡）検査はルーチンでは行われていないものの、尿道狭窄または膀胱頸部拘縮を示唆する病歴のある男性では検査を考慮され、また、外科的治療計画の補助としても実施される。

## 膀胱出口から尿道
正常であれば丸い筈の膀胱頚部が縦型の隙間として観察できる。

## 前立腺部尿道の閉塞
尿道のスペースが完全につぶれ、前立腺肥大症の左右からの圧迫を確認できる。

## 精丘から尿道
精丘から尿道括約筋にかけての尿道粘膜は正常である。上部の半円の「しわ」は尿道括約筋によって生じるくびれである。経尿道的前立腺切除術の際に、尿道括約筋を切らないようにこの「しわ」を注意して手術を行う。